# Aeromonas
Aeromonas is een geslacht van gram-negatieve, facultatief anaerobe staafvormige bacteriën. Er zijn veertien soorten beschreven, waarvan de meeste geassocieerd worden met ziekten. De belangrijkste pathogenen hiervan zijn A. hydrophila, A. caviae en A. veronii biovar sobria. Aeromonas komen veelvuldig voor in zoete en brakke oppervlaktewateren. 
Sommige stammen van Aeromonas zijn potente ziekteverwekkers bij vissen en amfibieën, maar ook mensen en dieren kunnen geïnfecteerd worden via een open wond of via water of voedsel met een hoge besmettingsgraad. Bloedzuigers zijn ook geïmpliceerd in de besmetting met Aeromonas. Aeromonas-soorten zijn voornamelijk bekend als opportunistische pathogene micro-organismen.

## Ziekteverschijnselen
Twee ziekten, die geassocieerd worden met Aeromonas, zijn gastro-enteritis en wondinfecties met of zonder sepsis. Hoewel Aeromonas een aantal potente virulentiefactoren heeft (endotoxinen, hemolysinen, enterotoxinen, hechtingsfactoren), is experimenteel niet bewezen dat A. hydrophila, A. caviae en A. sobria daadwerkelijk veroorzakers zijn van de genoemde ziekten. Bij een zeer hoge aantal cellen (10¹¹) blijkt A. hydrophila geen ziekte te veroorzaken. Uit de ontlasting van patiënten met diarree kon echter ook Aeromonas worden geïsoleerd in afwezigheid van andere bekende pathogenen.

### Gastro-enteritis
Door Aeromonas veroorzaakte gastro-enteritis wordt meestal veroorzaakt door inname van besmet water of voedsel. Bij kinderen wordt acute diarree het meeste geconstateerd, terwijl volwassenen er een meer chronische diarree aan overhouden. De acute vorm wordt gekenmerkt door dysenterie (niet-samenhangende ontlasting die bloed en slijm bevat). De chronische vorm heeft meer cholera-achtige verschijnselen (waterige diarree).

### Wondinfecties
Infecties kunnen optreden als een open wond in contact komt met besmet water. Indien de gastheer een verminderde weerstand heeft kan dit leiden tot sepsis, waarbij Aeromonas zich via de bloedsomloop door het lichaam verspreidt. 

### Infecties bij straalvinnigen en amfibieën
Bij waterdieren komt infectie met Aeromonas  veelvuldig voor. Bij kikkers worden (fatale) interne bloedingen geassocieerd met Aeromonas-besmetting. Bij straalvinnigen zijn zweren, staart- en vinrot, maar ook sepsis gevonden. Bij koikarpers komt Aeromonas-besmetting regelmatig voor als het water tussen de 10 °C en 12 °C is, omdat Aeromonas kan groeien, terwijl het immuunsysteem van de koikarper nog niet optimaal is.

## Behandeling
Acute gastro-enteritis gaat meestal vanzelf over, hoewel extra vocht nodig kan zijn. Chronische gastro-enteritis en infectie hebben behandeling nodig. Helaas is Aeromonas resistent tegen de gebruikelijke antibacteriële methoden zoals chlorine, penicilline, cefalosporine en erytromycine. Ciprofloxacin is wel actief, hoewel in Azië resistente gevallen zijn gerapporteerd.

## Drinkwater
Aeromonas spp. bacteriën komen van nature voor in oppervlaktewater (rivieren, plassen en meren) en ook in systemen voor productie en distributie van drinkwater (als een klein deel van de microbiële flora). In de jaren '80 was er aandacht voor deze bacteriën in de drinkwatervoorziening, maar uit uitgebreid landelijk onderzoek (onder meer met genetisch onderzoek) bleek dat isolaten uit drinkwater verschillend waren van isolaten uit patiënten. De Environmental Protection Agency (EPA) in de Verenigde Staten heeft Aeromonas daarom in 2009 van de lijst van kandidaatcontaminanten gehaald. In Nederland wordt Aeromonas in drinkwater niet als een risico voor de gezondheid beschouwd. 
Wel heeft de overheid Aeromonas als technische parameter opgenomen in het Drinkwaterbesluit, naast het koloniegetal, en mag de concentratie per 100 ml niet hoger zijn dan 1000 kolonievormende deeltjes op ampicilline-dextrine-agarplaten bij 30°C. 
Drinkwaterbedrijven beperken de vermeerdering van bacteriën, eencelligen en kleine ongewervelde dieren (overigens allemaal normaal in een drinkwatersysteem . Een recente literatuurstudie concludeerde dat het koloniegetal en Aeromonas betere indicatoren zijn voor de biologische stabiliteit in drinkwaterdistributiesystemen dan ATP en totale aantallen bacteriën. Ander onderzoek toonde aan dat hoge aantallen Aeromonas in twee distributiesystemen samengingen met hogere koloniegetallen (binnen de wettelijke grenzen), een iets hogere frequentie van bacteriën van de coligroep en hogere aantallen ongewervelde dieren (zoals waterpissebedden). Tevens blijkt Aeromonas vooral in het sediment en in de ongewervelde dieren voor te komen, niet in de biofilm op de wand en dat de bacterie niet in de waterfase groeit. Dit alles geeft aan dat Aeromonas een goede indicator is voor biologische stabiliteit van drinkwaterdistributiesystemen en drinkwaterkwaliteit. 
1. ↑  Nikki van Bel, Paul van der Wielen, Bart Wullings, Jeroen van Rijn, Ed van der Mark, Henk Ketelaars, Wim Hijnen (2021) Aeromonas Species from Nonchlorinated Distribution Systems and Their Competitive Planktonic Growth in Drinking Water https://journals.asm.org/doi/10.1128/AEM.02867-20
2. ↑   Van Lieverloo, J.H.M., Van der Kooij, D. and Hoogenboezem, W. (2002). ‘Invertebrates and Protozoa (Free-living) in Drinking Water Distribution Systems’. In: Bitton, G. (ed.). ‘Encyclopedia of Environmental Microbiology’. John Wiley & Sons, New York, pp. 1718-1733. https://www.wiley.com/en-us/Encyclopedia+of+Environmental+Microbiology%2C+6+Volume+Set-p-9780471354505)